# Ибах-Паленберг
Убах-Паленберг (нем. Übach-Palenberg) — город в Германии, в земле Северный Рейн-Вестфалия. 
Подчинён административному округу Кёльн. Входит в состав района Хайнсберг.  Население составляет 24 779 человек (на 31 декабря 2010 года). Занимает площадь 26,11 км². Официальный код  —  05 3 70 028.

## Фотографии

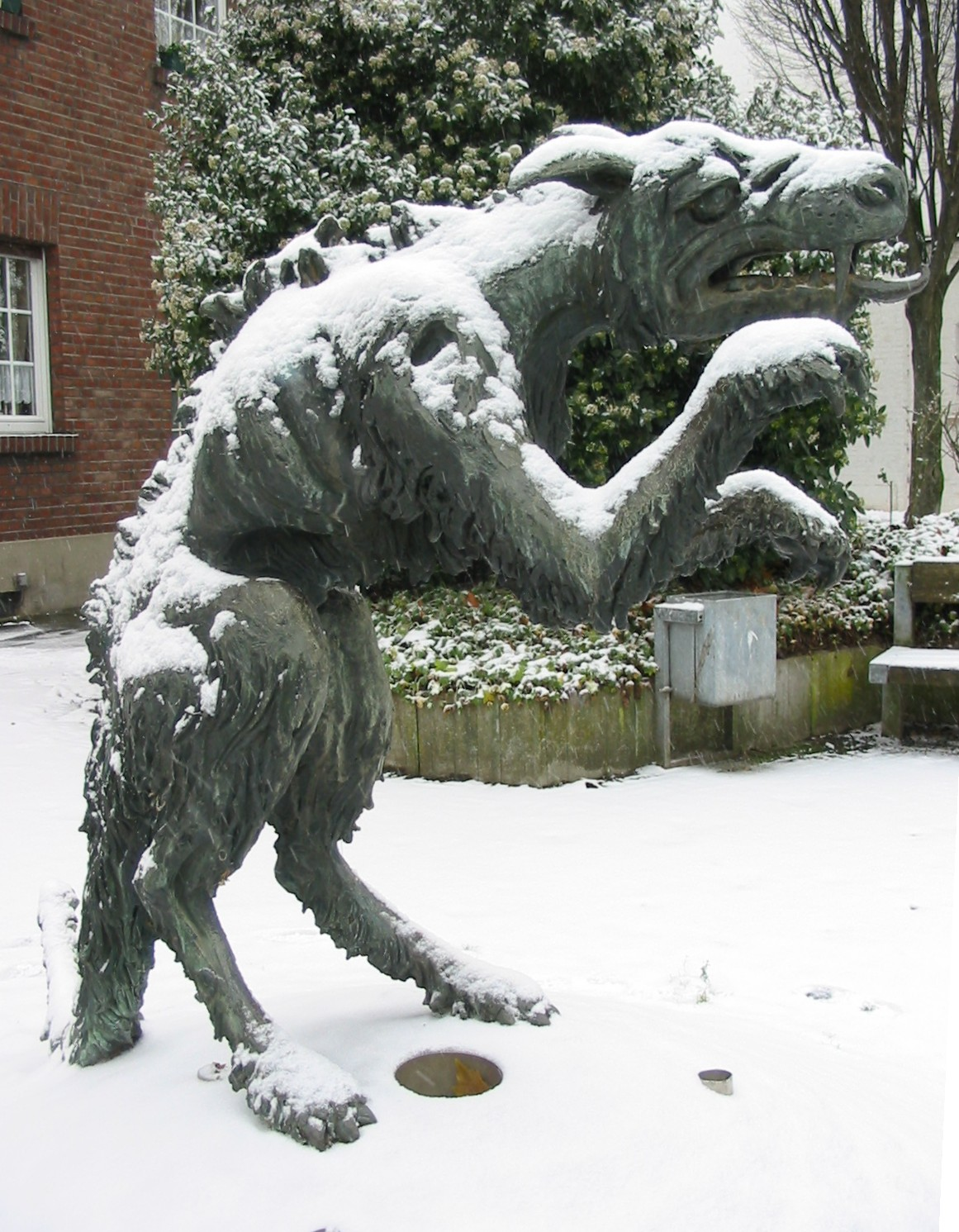
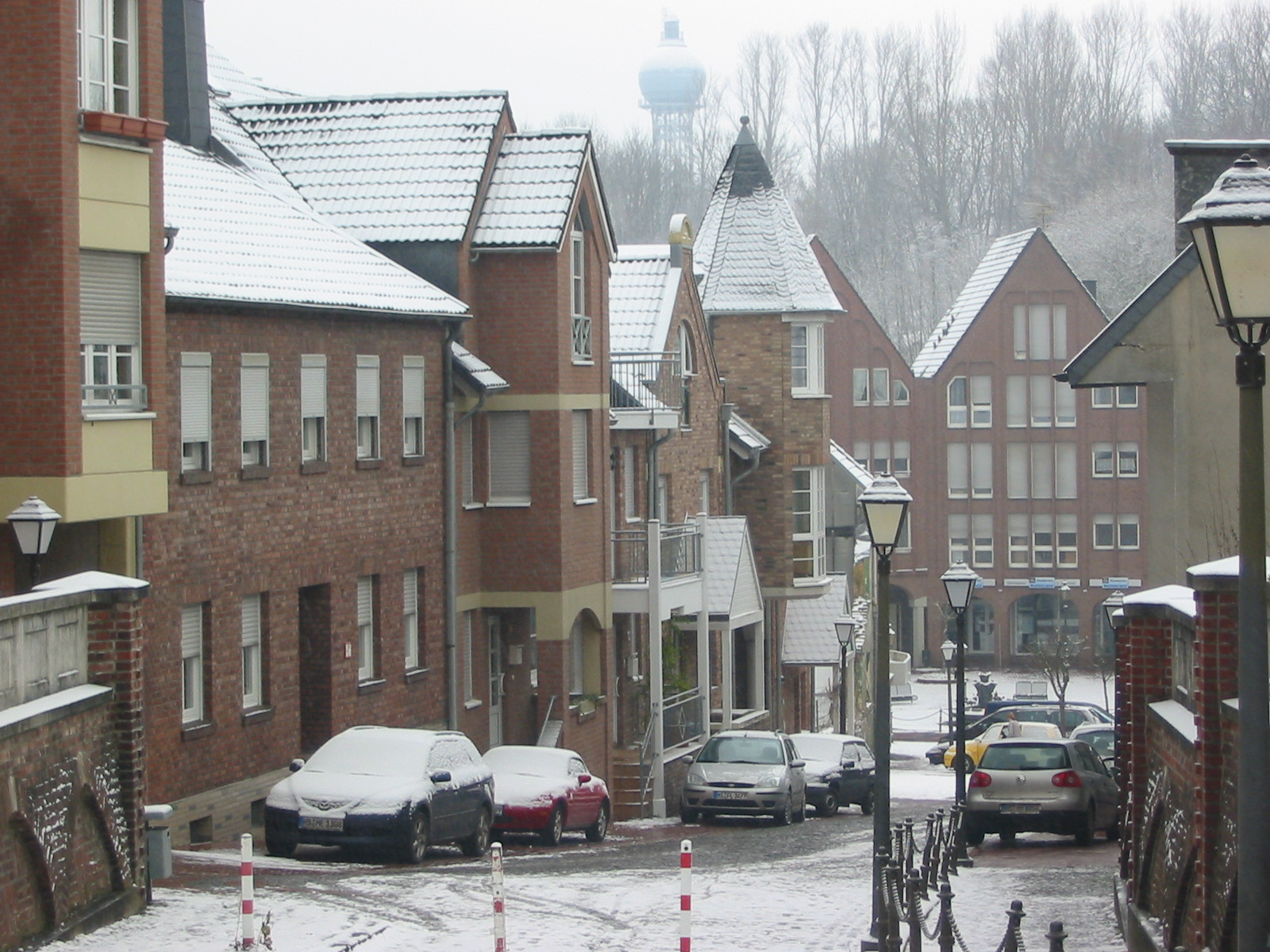
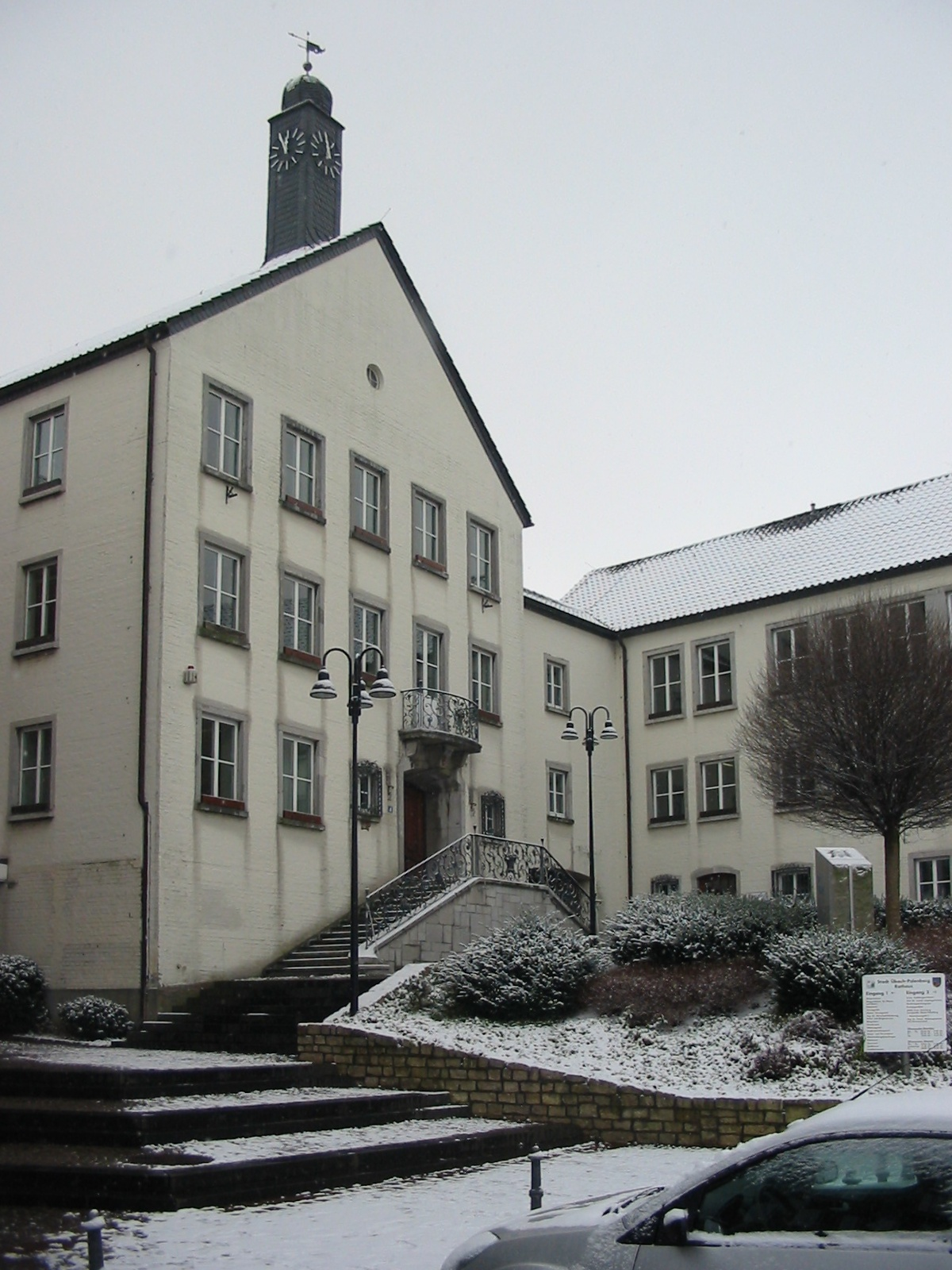
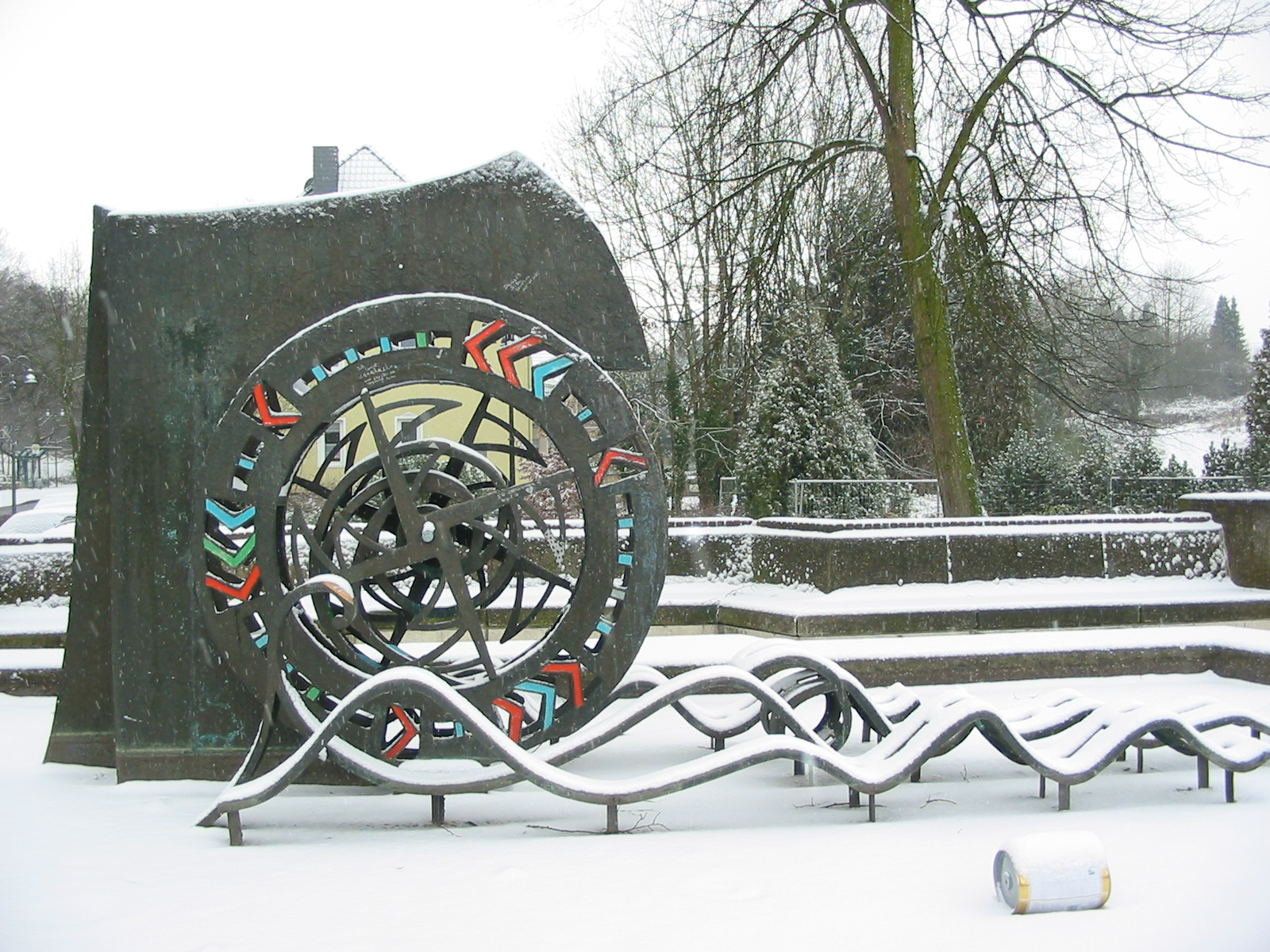
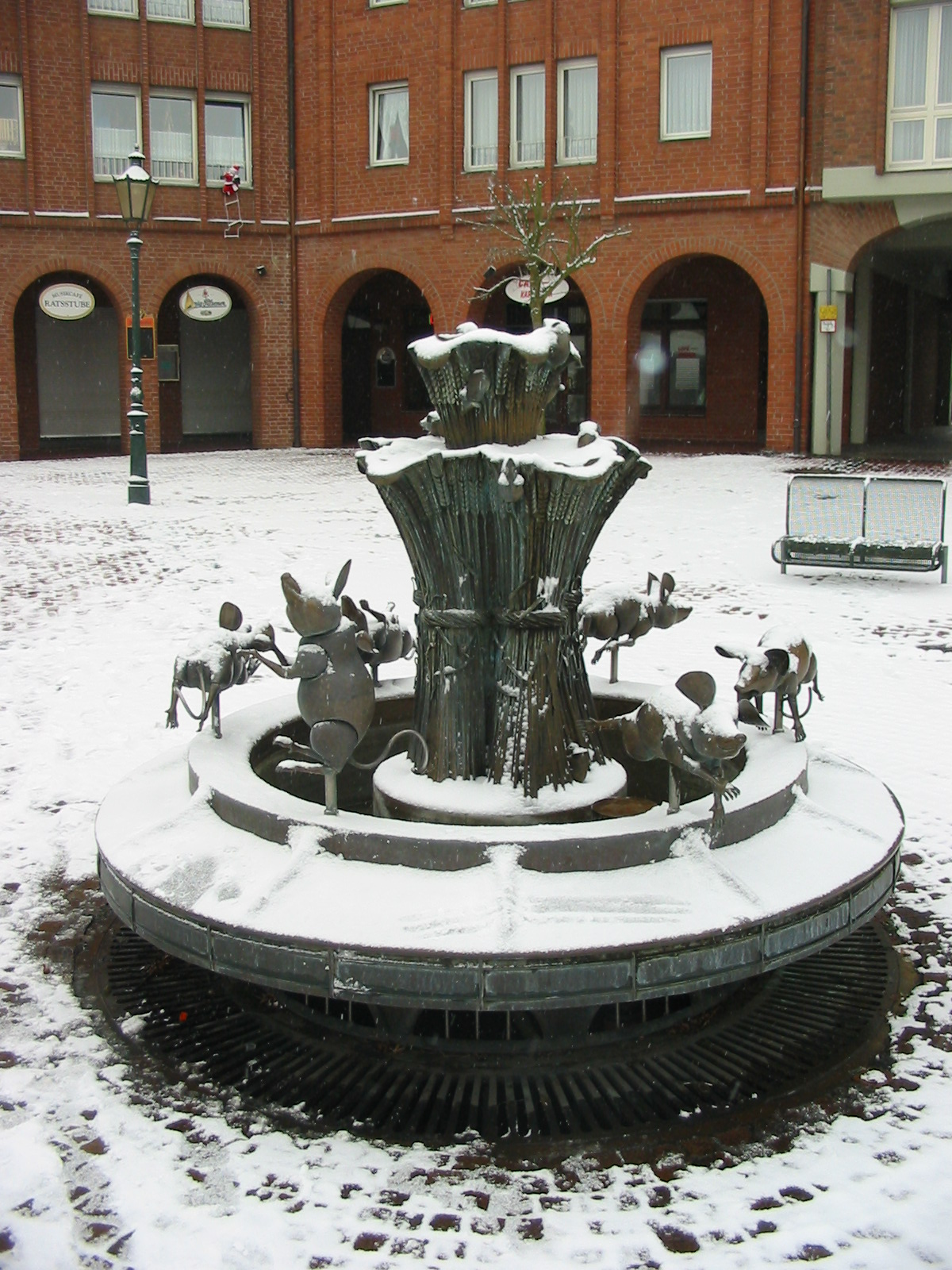
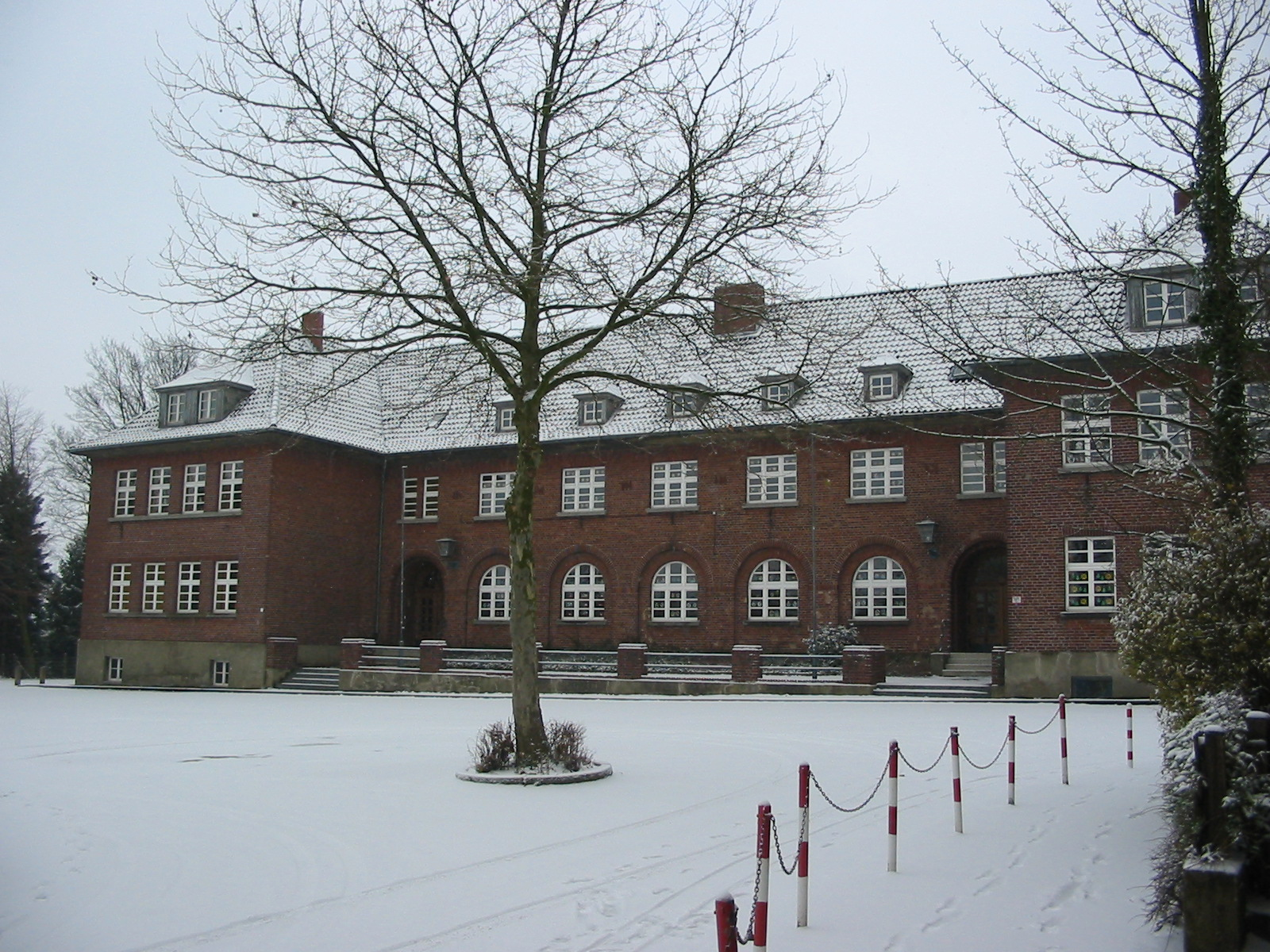
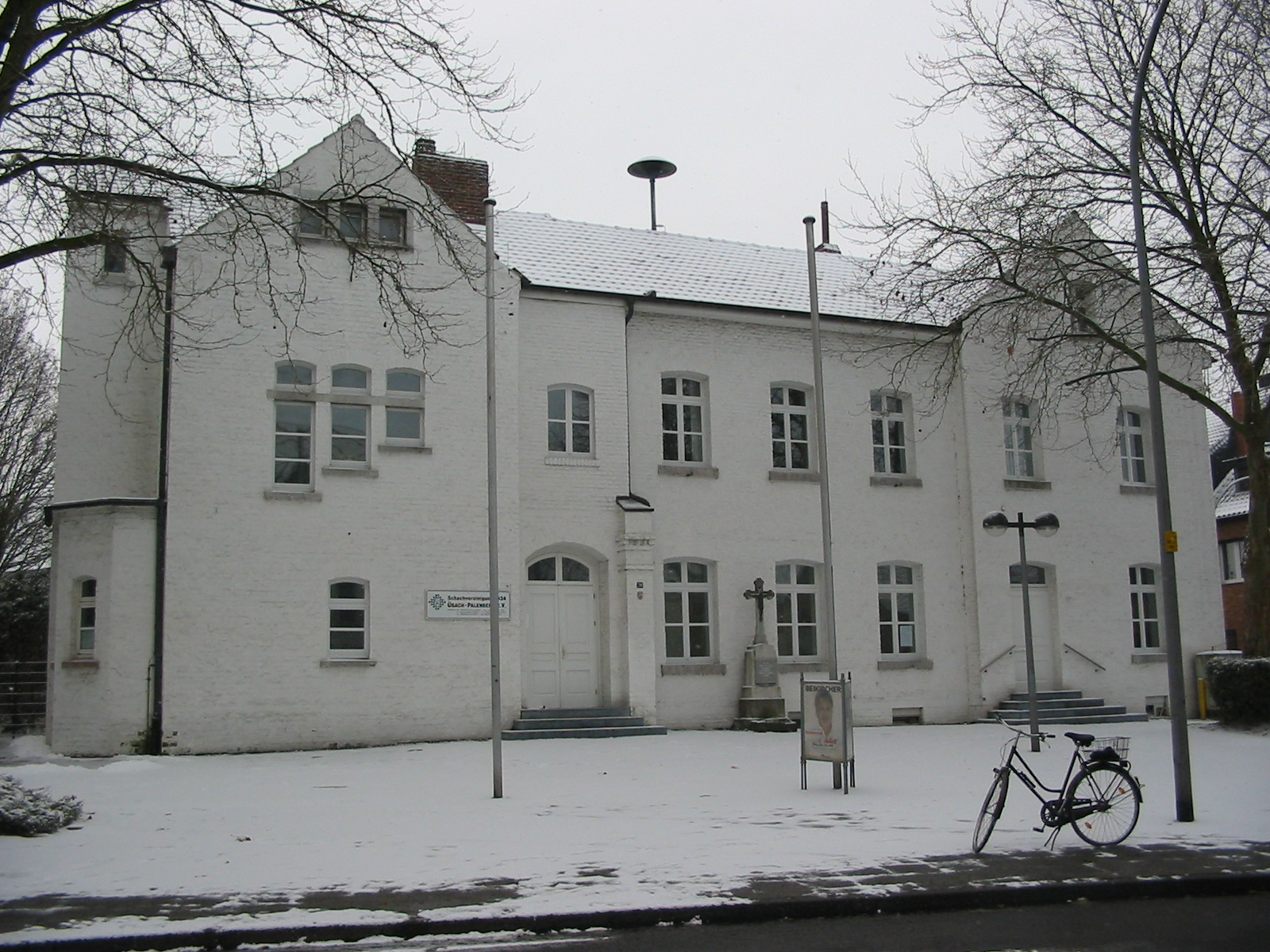
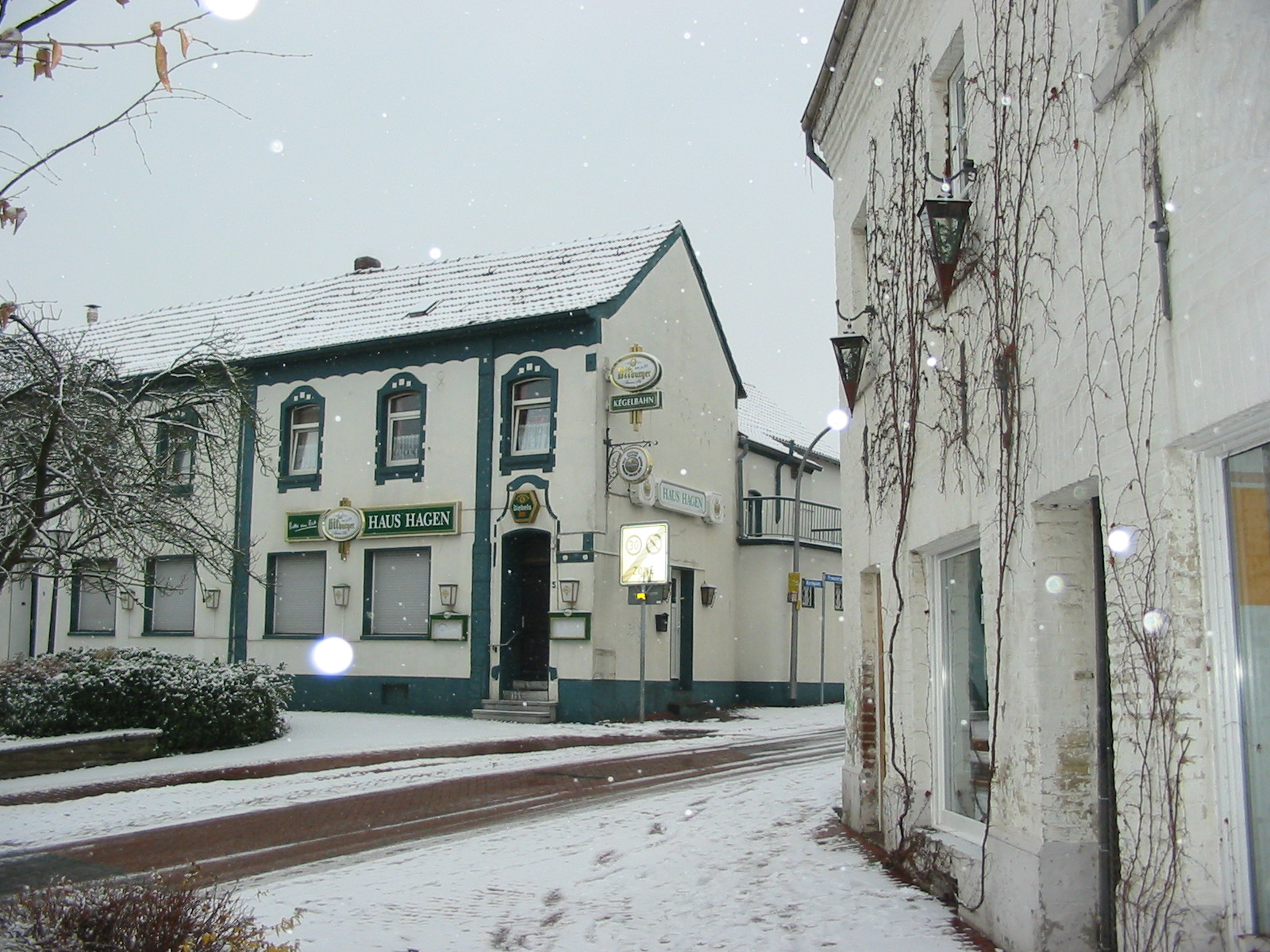
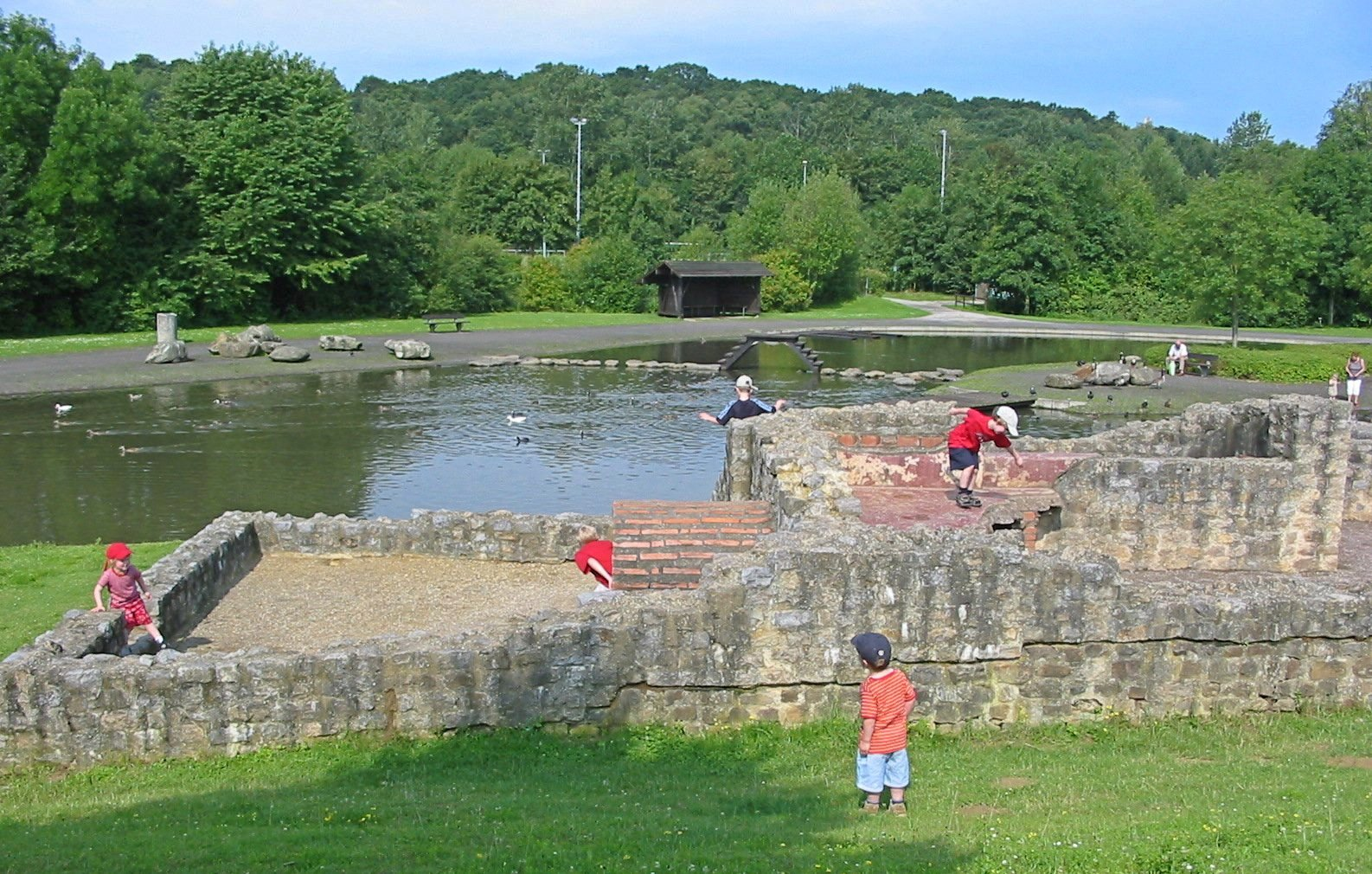
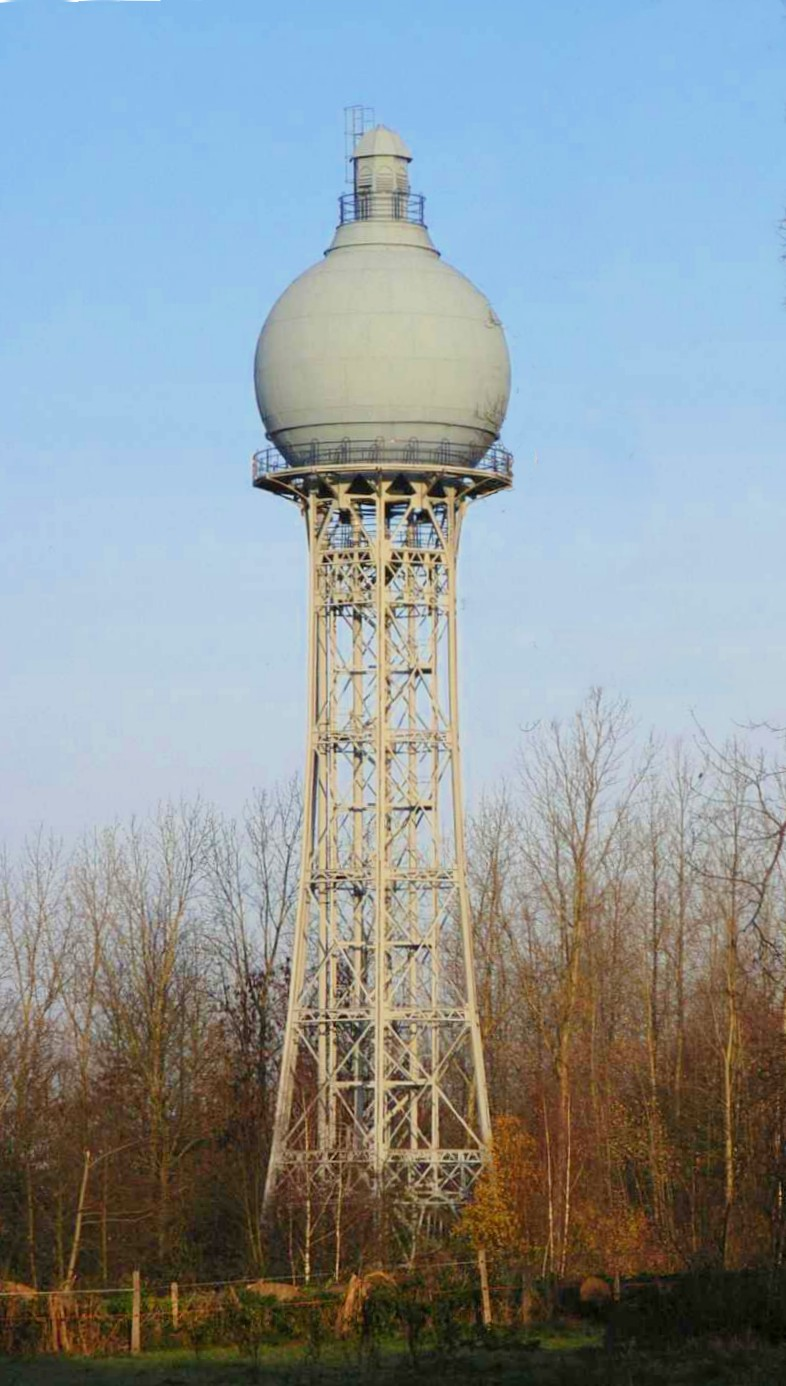